# Rallye Indonesien
Die Rallye Indonesien wurde zweimal ausgetragen als Weltmeisterschaftslauf (WRC) in den Jahren 1996 und 1997. Die Rallye wurde auf Schotterstraßen gefahren und sollte eigentlich auch im Jahr 1998 gefahren werden. Wegen nationalen Unruhen in den betroffenen Gebieten musste die Veranstaltung aus dem Rallye-Weltmeisterschaftskalender gestrichen werden. Carlos Sainz senior gewann beide Bewerbe, je einmal auf einem Ford Escort RS Cosworth und einem Ford Escort WRC.

## Gesamtsieger
| Jahr   | Rallye                                      | Fahrer                                      | Beifahrer                                   | Auto                                        |
| ------ | ------------------------------------------- | ------------------------------------------- | ------------------------------------------- | ------------------------------------------- |
| 1987 1 | 12. Rally of Indonesia 1987                 | John Bosch                                  | Kevin Gormley                               | Audi Quattro A2                             |
| 1989 1 | 14. Rally Indonesia 1989                    | Ross Dunkerton                              | Maj Zainuddin                               | Mitsubishi Galant VR-4                      |
| 1990 1 | 15. Rally Indonesia 1990                    | Kenjirō Shinozuka                           | Manfred Dieter Gocentas                     | Mitsubishi Galant VR-4                      |
| 1991 1 | 16. Rally Indonesia 1991                    | Ross Dunkerton                              | Manfred Dieter Gocentas                     | Mitsubishi Galant VR-4                      |
| 1992 1 | 17. Rally Indonesia 1992                    | Ross Dunkerton                              | Manfred Dieter Gocentas                     | Mitsubishi Galant VR-4                      |
| 1993 1 | 18. Rally Indonesia 1993                    | Possum Bourne                               | Rodger Freeth                               | Subaru Legacy RS                            |
| 1994 1 | 19. Rally Indonesia 1994                    | Eriksson Kenneth                            | Staffan Parmander                           | Mitsubishi Lancer Evo II                    |
| 1995 1 | 20. Rally Indonesia 1995                    | Colin McRae                                 | Derek Ringer                                | Subaru Impreza                              |
| 1996   | 21. Rally Indonesia 1996                    | Carlos Sainz senior                         | Luis Moya                                   | Ford Escort RS Cosworth                     |
| 1997   | 22. Rally Indonesia 1997                    | Carlos Sainz                                | Luis Moya                                   | Ford Escort WRC                             |
| 1998   | wegen politischer Unruhen nicht ausgetragen | wegen politischer Unruhen nicht ausgetragen | wegen politischer Unruhen nicht ausgetragen | wegen politischer Unruhen nicht ausgetragen |
| 1999   | nicht ausgetragen                           | nicht ausgetragen                           | nicht ausgetragen                           | nicht ausgetragen                           |
| 2000 1 | 23. Rally Indonesia 2000                    | Karamjit Singh                              | Allen Oh                                    | Proton Pert                                 |
| 2001 1 | 24. Rally Indonesia 2001                    | Kumar Naren                                 | Dorairaj Ramkumar                           | Honda Civic                                 |
| 2002 1 | 25. Rally Indonesia 2002                    | Rifat Sungkar                               | Mohamad Herkusuma                           | Mitsubishi Lancer Evo IV                    |
| 2003 1 | 26. Rally Indonesia 2003                    | Rifat Sungkar                               | Karel Harilatu                              | Mitsubishi Lancer Evo IV                    |
| 2004 1 | 27. Rally Indonesia 2004                    | Hery Agung                                  | Hade Mboi                                   | Mitsubishi Lancer Evo IV                    |
| 2005 1 | 28. Rally Indonesia 2005                    | Jussi Välimäki                              | Jarkko Kalliolepo                           | Mitsubishi Lancer Evo VIII                  |
| 2006 1 | 29. Rally Indonesia 2006                    | Toshihiro Arai                              | Tony Sircombe                               | Subaru Impreza                              |
| 2007 1 | 30. Rally Indonesia 2007                    | Jussi Välimäki                              | Jarkko Kalliolepo                           | Mitsubishi Lancer Evo IX                    |
| 2008 1 | 31. Rally Indonesia 2008                    | Gaurav Gill                                 | Jagdev Singh                                | Mitsubishi Lancer Evo IX                    |
| 2009 1 | 32. Rally Indonesia 2009                    | Cody Crocker                                | Benjamin Atkinson                           | Subaru Impreza STi N14                      |
| 2010   | abgesagt aufgrund schlechten Wetters        | abgesagt aufgrund schlechten Wetters        | abgesagt aufgrund schlechten Wetters        | abgesagt aufgrund schlechten Wetters        |
| 2013 1 | Indonesia Rally 2013                        | Rizal Sungkar                               | Endrue Fasa                                 | Mitsubishi Lancer Evo X                     |
| 2014 1 | Indonesia Rally 2014                        | Subhan Aksa                                 | Hade Mboi                                   | Mitsubishi Lancer Evo X                     |
| 2015 1 | Indonesia Rally 2015                        | Subhan Aksa                                 | Hade Mboi                                   | Mitsubishi Lancer Evo X                     |

1 kein WM-Status